# Juan López Núñez
Juan López Núñez (Almería, c. 1889-Madrid, 1967) fue un escritor y periodista español.

## Biografía
Habría nacido hacia finales de la década de 1880 en Almería. Periodista y literato, hizo sus primeros estudios en el Instituto de Almería. Debutó en la vida del periodismo en su ciudad natal con amenas crónicas que publicaban El Popular, El Radical y La Independencia. Poco tiempo después marchó a Madrid de redactor de La Correspondencia Militar y en dicha ciudad intensificó su vida literaria escribiendo cuentos en El Cuento Semanal y crónicas históricas en La Esfera, Blanco y Negro, Nuevo Mundo y Mundo Gráfico, que cimentaron su fama de escritor. En opinión de Francisco Cuenca, «su estilo pulcro, correcto y jugoso; su completo dominio del idioma; la flexibilidad de su ingenio y su gran cultura, adquirida por propio esfuerzo, lo han hecho en poco tiempo uno de los literatos de más relieve de la actual generación de publicistas españoles». Escribió para el teatro las obras La corrida de beneficencia, Cosas que vuelven, El Rayo y La última de abono. Fue autor también de títulos como Triunfantes y olvidados, Bécquer (Crónicas anecdóticas), Espronceda y Zorrilla. Falleció en Madrid en febrero de 1967, a la edad de setenta y nueve años.